# Antikvärlden
Antikvärlden är en tidskrift om konst och antikviteter. Tidningen grundades av Antikbörsens förlag 1989 och hade då titel Kvalitets- & antikbörsen. Mellan 1993 och 2006 gick den under namnet Antikbörsen. Tidningen köptes av Bonnier Tidskrifter 2011 och lades ner 2015. Redaktionen övergick då till att arbeta med systertidningen Hem & Antik.  

### Fotnoter
1. ↑  Antikvärlden: Kontaktuppgifter[död länk], besökt 2007-04-27
2. 1 2 3  Antikvärlden, Libris 10152436
3. ↑  TS-kontrollerad upplaga 2006
4. ↑  Bonnier Tidskrifter lägger ner Antikvärlden, Medievärlden 2014-11-24